# Reinstorf
Reinstorf est une commune allemande de l'arrondissement de Lunebourg, Land de Basse-Saxe.

## Géographie
La commune comprend les villages de Wendhausen, Holzen et Horndorf, Sülbeck, Neu Wendhausen et Neu Sülbeck.
| Scharnebeck | Rullstorf | Neetze     |
| Lunebourg   | Reinstorf |            |
| Barendorf   | Vastorf   | Thomasburg |

Reinstorf se trouve sur la Bundesstraße 216.

## Histoire
Reinstorf est mentionné pour la première fois en 1124 dans un document du pape Calixte II pour confirmer la propriété de l'abbaye de Rastede.

## Personnalités liées à la commune
- Ulrich Fischer (né en 1949), théologien protestant
- Martin Wagener (né en 1970), homme politique

## Source, notes et références
- (de) Cet article est partiellement ou en totalité issu de l’article de Wikipédia en allemand intitulé « Reinstorf » (voir la liste des auteurs).